# Geert van Dijk

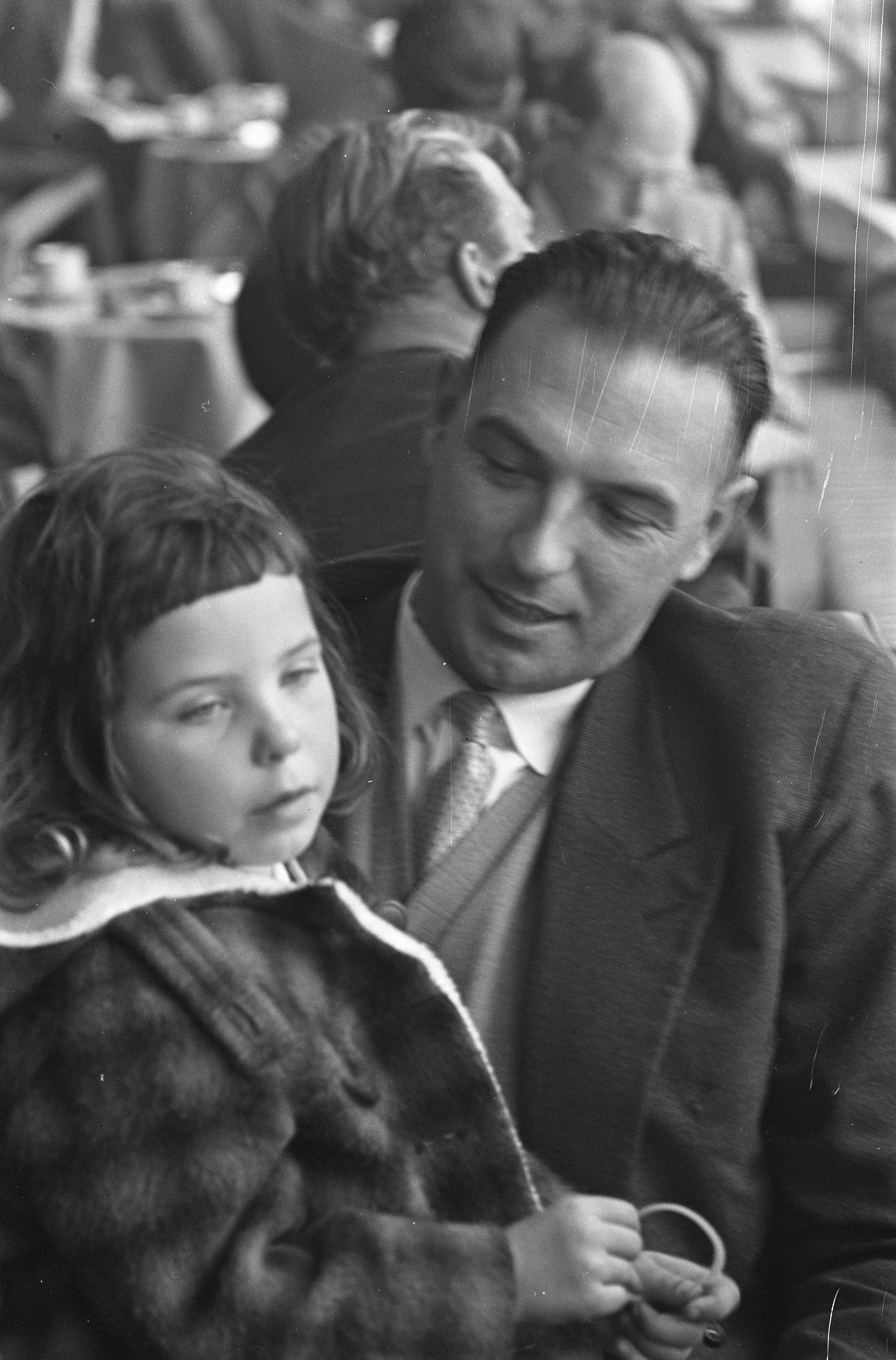
Geert van Dijk voor zijn vertrek naar de match om de wereldtitel in 1959.

Geert Evert van Dijk (Rhenen, 8 maart 1924 – Ede, 31 december 2012) was een Nederlands dammer die in het bezit was van de titels Internationaal Grootmeester en Nationaal Grootmeester.
Van Dijk was vanaf 1941 lid van Wageningse Damvereniging WSDV (toen nog de Wageningse Schaak- en Damvereniging WSDV) en werd Nederlands kampioen in 1958. Hij eindigde met 20 punten uit 14 wedstrijden gedeeld eerste met Reinier Cornelis Keller, die hij in de herkamp met 7-5 versloeg. In 1959 speelde hij in Kiev een match om de wereldtitel dammen tegen Iser Koeperman. Hij verloor met 27-13. Hij nam 25 maal deel aan het nationaal kampioenschap en bereikte eenmaal de eerste, achtmaal de tweede en driemaal de derde plaats. Hij werd in 2006 benoemd tot erelid van de KNDB.
De laatste jaren speelde hij enkele wedstrijden per jaar in het eerste team van WSDV in de 1e Klasse.
Van Dijk overleed op 88-jarige leeftijd.